# Shantae (serie)
Shantae es una serie de videojuegos de plataformas desarrollados por WayForward. La heroína epónima de la serie, una medio genio, fue creada por Erin Bozon, mientras que los juegos fueron creados a partir de este personaje por su esposo Matt Bozon. La serie consta de cinco juegos: Shantae (2002), Shantae: Risky's Revenge (2010), Shantae and the Pirate's Curse (2014), Shantae: Half-Genie Hero (2016) y Shantae and the Seven Sirens (2019).
Ambientada en el mundo ficticio de Sequin Land, la serie sigue a Shantae, un medio genio que actúa como guardián de su ciudad natal, Scuttle Town, y más generalmente de Sequin Land en su conjunto, protegiéndola de varias amenazas, que generalmente involucran a algunos. alcance su némesis, el pirata Risky Boots. El escenario muestra una estética de inspiración oriental con elementos de fantasía, fantasía oscura y steampunk. Todos los juegos implican recolectar nuevos poderes y elementos, que varían de un juego a otro, para fortalecer a Shantae y desbloquear el acceso a nuevas áreas.
Aunque fue lanzado con fuertes críticas, el primer juego fue una decepción financiera. Sus bajas ventas generalmente se atribuyen a su lanzamiento tardío de Game Boy Color, que en ese momento había sido sucedido por Game Boy Advance. La serie resurgió en 2010 con Risky's Revenge , y desde entonces ha disfrutado de más éxito comercial y un crecimiento en popularidad. La serie ha tenido una fuerte recepción crítica y se considera la serie insignia de WayForward. Para 2020, la serie había vendido más de tres millones de copias.

## Historia
El personaje de Shantae fue creado por Erin Bell, la esposa de Matt Bozon, el creador del juego. En 1994, durante su compromiso, Erin tuvo un destello de inspiración mientras regresaba de sus días de consejera de campamento, y creó el personaje, nombrándola «Shantae» en honor a uno de los campistas, además de desarrollar sus habilidades de baile. Matt más tarde le preguntó qué se le ocurriría si creara un personaje de videojuego, y ella le presentó a Shantae. A Matt le gustó la idea y desarrolló la mitología y el reparto del juego. Erin imaginó que el personaje podría convocar o encantar a los animales con la danza del vientre. Esto luego se convertiría en la base de los bailes de transformación. Matt ha proporcionado dos historias contradictorias sobre cómo surgió la idea del látigo para el cabello: en una, dijo que se inspiró en el cabello de nueve pies de largo de su esposa.
Matt Bozon ha declarado que sus principales influencias para la serie de juegos son Castlevania, Aladdin, Mega Man, The Legend of Zelda y el anime, en su mayoría Ranma ½, que afirma como una gran influencia, y otros como Nadia: The Secret of Blue Water, las películas de Hayao Miyazaki y Pokémon, así como dibujos animados de los 80 como Patoaventuras o The Transformers, mientras que la principal influencia de Erin Bozon fue I Dream of Jeannie. El eslogan característico de la franquicia, "Ret-2-Go", fue creado por un amigo que siguió usándolo cuando estaban trabajando en la limpieza de la animación para la película animada de Warner Bros. The Iron Giant, y la expresión hizo su en el guion como una broma interna. Matt también elaboró un poco sobre el desarrollo del personaje de Sky, que inicialmente se llamaba "Twitch" y tenía una apariencia diferente. Fue alterada más adelante en el desarrollo, y el personaje original de Twitch sirvió como base para un personaje de nombre similar y su amiga en Shantae and the Pirate's Curse.
Cuando se le preguntó si la serie Shantae fue concebida para impulsar los valores feministas debido a su fuerte elenco femenino, Matt Bozon reconoció que le gustaba retratar el mundo Shantae como si las chicas «dirigieran el programa» y no se definieran únicamente por sus apariencias. Si bien admitió que la mayoría de los personajes femeninos tenían un diseño deliberadamente sexy, y los personajes masculinos a menudo mostraban una variedad de debilidades, también dijo que le gustaba representar el mundo de Shantae de esta manera «sin ninguna razón precisa», y que ciertamente era Es posible que aparezcan personajes masculinos fuertes más adelante en el futuro de la franquicia.

## Personajes

### Shantae
Interpretado por: Meagan Glaser (Risky's Revenge), Cristina Vee (todas las demás apariciones)
Shantae es medio genio, hija de un padre humano y una madre genio. Se la describe con pocas habilidades mágicas, incluida la capacidad de azotar su cabello como arma, pero tiene un fuerte sentido del bien y el mal y es una bailarina experta.

### Mimic
Interpretado por: Xander Mobus
Mimic es miembro de Relic Hunters, una sociedad de cazadores de tesoros que desentierran y estudian artefactos antiguos. Aunque no es pariente de ella por sangre, es el tío adoptivo de Shantae, ya que la crio después de la desaparición de sus padres.

### Sky
Interpretado por: Karen Strassman
Sky es amiga de Shantae, una entrenadora de aves de guerra e hija de un cazador de reliquias. Nunca vista sin su mascota Wrench, el pájaro de guerra, se la describe con prisa por crecer. Sky aparece como un personaje jugable en Half-Genie Hero's ''amigos hasta el final' de modo.

### Bolo
Interpretado por: Nathan Sharp (Half-Genie Hero), Ross O'Donovan (Seven Sirens)
Bolo es amigo y compañero de entrenamiento de Shantae. Se le describe como bastante lento y muy fácilmente atraído por las chicas, aunque busca demostrar que es capaz de ser un héroe. Bolo aparece como un personaje jugable en Half-Genie Hero.

### Rottytops
Interpretado por: Cherami Leigh
Rottytops es una chica zombi sensible que es descrita como traviesa y constantemente buscando problemas para divertirse. Después de su primer encuentro con Shantae en el primer juego, aunque su comportamiento hacia ella sigue siendo ambiguo, el diálogo en el juego en Shantae and the Pirate's Curse revela que ella tiene a Shantae en gran estima y quiere ser su amiga. Tiene dos hermanos llamados Abner Cadaver y Poe. Rottytops aparece como un personaje jugable en Half-Genie Hero'.

### Risky Boots
Interpretado por: Cristina Vee
Risky Boots, la dama pirata, es la malvada némesis de Shantae y el principal antagonista de la serie. Constantemente busca conquistar Sequin Land o vengarse de Shantae por arruinar sus planes. Risky es ayudada por su tripulación pirata, formada por diminutas criaturas humanoides llamadas Tinkerbats. Shantae and the Pirate's Curse revela que una vez fue la segunda al mando de un ser muy peligroso llamado Pirate Master, y fue corrompida por la magia oscura mientras lo servía. Ayudas de riesgo Shantae contra el pirata Maestro en la maldición de pirata y aparece como un personaje jugable en mitad-Genie héroe ' modo s 'pirata reina de Quest'.

## Videojuegos
| Videojuego                     | GameRankings | Metacritic                                                                      |
| ------------------------------ | ------------ | ------------------------------------------------------------------------------- |
| Shantae                        | N/A          | (GBC) 78%                                                                       |
| Shantae: Risky's Revenge       | N/A          | (NDS) 85/100 (Wii U) 77/100 (iOS) 75/100 (PS4) 74/100                           |
| Shantae and the Pirate's Curse | N/A          | (NS) 86/100 (Wii U) 85/100 (3DS) 82/100 (XONE) 79/100 (PS4) 75/100              |
| Shantae: Half-Genie Hero       | N/A          | (Vita) 82/100 (NS) 82/100 (PS4) 81/100 (Wii U) 80/100 (XONE) 80/100 (PC) 76/100 |
| Shantae and the Seven Sirens   | N/A          | (NS) 81/100 (PC) 80/100 (PS4) 70/100 (XONE) 68/100                              |

| 2002 | Shantae                           |
| 2003 |                                   |
| 2004 |                                   |
| 2005 |                                   |
| 2006 |                                   |
| 2007 |                                   |
| 2008 |                                   |
| 2009 |                                   |
| 2010 | Shantae: Risky's Revenge          |
| 2011 |                                   |
| 2012 |                                   |
| 2013 |                                   |
| 2014 | Shantae and the Pirate's Curse    |
| 2015 |                                   |
| 2016 | Shantae: Half-Genie Hero          |
| 2017 |                                   |
| 2018 |                                   |
| 2019 | Shantae and the Seven Sirens      |
| 2020 |                                   |
| 2021 |                                   |
| 2022 |                                   |
| 2023 |                                   |
| 2024 | Shantae Advance: Risky Revolution |

### Shantae(2002)
El primer juego de la serie, Shantae , fue lanzado para Game Boy Color en 2002 y recibió respuestas generalmente positivas. Sin embargo, según el director Matt Bozon, el juego se vendió mal, debido en parte al lanzamiento después de Game Boy Advance . Sin embargo, desde entonces el juego ha ganado un reconocimiento significativo, y algunos críticos lo consideran uno de los mejores juegos lanzados para Game Boy Color.
El juego fue relanzado para la Consola Virtual de Nintendo 3DS el 18 de julio de 2013, con un relanzamiento de Nintendo Switch que se lanzará más tarde el 22 de abril de 2021, con un modo especial mejorado de Game Boy Advance, que incluye una transformación y ahorro adicional de Tinkerbat. estados, múltiples opciones de visualización, mejoras de control y una mini galería de arte.

### Shantae: Risky's Revenge(2010)
El segundo juego de la serie, Shantae: La venganza de Risky , fue lanzado para la Nintendo DSi a través del servicio DSiWare del sistema en 2010, y más tarde fue portado a iOS en 2011. El juego recibió críticas positivas, siendo galardonado con los mejores visuales y Premios al mejor juego de DS de 2010 de IGN.
Un puerto mejorado, titulado Shantae: Risky's Revenge - Director's Cut , se lanzó para Microsoft Windows el 14 de junio de 2014, PlayStation 4 el 23 de junio de 2015, Wii U el 24 de marzo de 2016, Nintendo Switch y Xbox One el 15 de octubre de 2020 y Google Stadia el 23 de febrero de 2021.

### Shantae and the Pirate's Curse(2014)
El tercer juego de la serie, Shantae and the Pirate's Curse , se lanzó para Nintendo 3DS el 23 de octubre de 2014 y para Wii U el 25 de diciembre de 2014, ambos a través de Nintendo eShop. El juego recibió elogios de la crítica y apareció en la lista de los más vendidos en 3DS eShop poco después de su lanzamiento. El juego fue luego portado a Microsoft Windows, PlayStation 4, Xbox One y Nintendo Switch.

### Shantae: Half-Genie Hero(2016)
El cuarto juego de la serie, Shantae: Half-Genie Hero, fue financiado mediante una campaña de Kickstarter en 2013. El juego se lanzó digital y físicamente el 20 de diciembre de 2016 para Wii U, PlayStation 4 y PlayStation Vita, y digitalmente en Microsoft Windows y Xbox One. También se lanzó en Nintendo Switch el 8 de junio de 2017 y en Google Stadia el 23 de febrero de 2021.

### Shantae and the Seven Sirens(2019)
Un quinto juego de Shantae , Shantae and the Seven Sirens se anunció en marzo de 2019 y se lanzó para Apple Arcade en septiembre de 2019. Los puertos para Microsoft Windows, Nintendo Switch, PlayStation 4 y Xbox One se lanzaron el 28 de mayo de 2020.

### Shantae Advance: Risky Revolution(2024)
El sexto juego de la serie, Shantae Advance: Risky Revolution, originalmente se tenía planeado lanzar después de la primera entrega del 2002, pero fue cancelada en 2004 debido a la falta de un distribuidor y las pocas ventas del primer juego, el 12 de julio de 2023 fue anunciado la reanudación del proyecto para ser lanzado en 2024, se tiene planeado lanzar en formato físico para la Game Boy Advance por parte de Limited Run Games. También serán lanzados ports para la Nintendo Switch, PlayStation 5 y 4 y Windows.

## Otros videojuegos
Algunos personajes de la serie han hecho apariciones cruzadas en otros juegos: Shantae y Bolo aparecen como personajes jugables en el juego de Apple Watch Watch Quest. Un microjuego con temática de Shantae, "Shantae NAB!", Fue creado por Matt Bozon en WarioWare D.I.Y y distribuido por Nintendo como una de sus entradas de "Big Name Games". Risky Boots aparece en Hyper Light Drifter by Heart Machine, financiado por Kickstarter, en una misión exclusiva para patrocinadores, como parte de una acción de apoyo mutuo entre la campaña de financiación de ese juego y Half-Genie Hero. Shantae apareció como personaje invitado en Mutant Mudds Super Challenge y en Runbow y Blaster Master Zero como personaje invitado descargable. Tanto Shantae como Risky Boots aparecen en Super Smash Bros. Ultimate como espíritus, y Shantae más tarde estará disponible como disfraz de Mii Brawler a través de contenido descargable junto con "Neo Burning Town". pista musical de Shantae: Half-Genie Hero el 29 de junio de 2021. Se planeó que Shantae apareciera como un personaje secundario jugable en el juego de financiación colectiva Indivisible, pero luego fue cancelado.

## Videojuegos cancelados
A principios de la década de 2000, WayForward trabajaba en el kit de desarrollo con la creación de prototipos de un juego Shantae en 3D para GameCube, pero estos planes se dejaron de lado por un error al centrarse en cancelar la secuela portátil.
Otro intento de una secuela de Shantae fue Shantae: Risky Waters, un juego planeado para Nintendo DS con jugabilidad experimental aprovechando la función de doble pantalla de la consola. Los planes se descartaron después de que WayForward tampoco pudo encontrar un editor.